# 鐵道模型

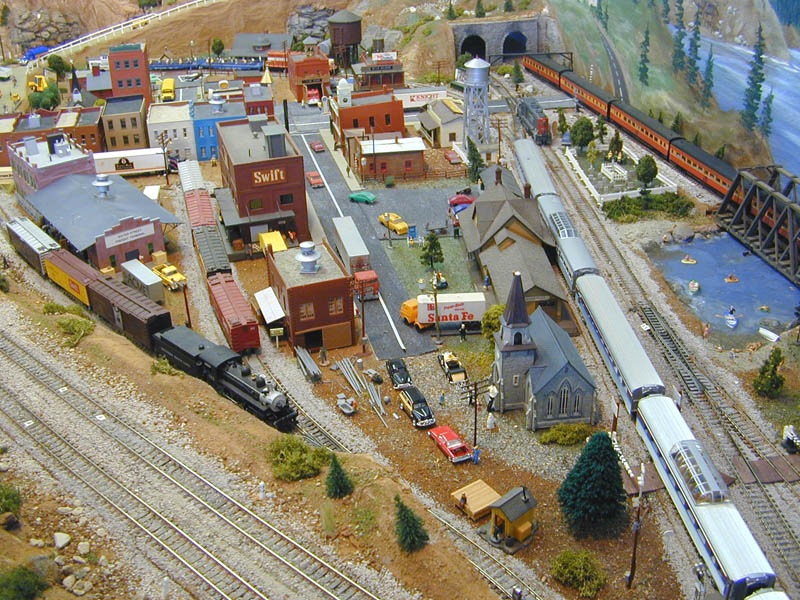
一個美國HO軌鐵道模型

鐵道模型是指鐵道的比例模型，通常依照真實的尺寸依比例製作而成。
鐵路模型包括鐵路與相關物件及環境，如鐵路機車、列車、路軌、訊號系統等，也包括週邊設施，如道路、大廈、車站、月台、平交道以至汽車、人形等，天然風景如河川、山丘峽谷等。這樣完成的作品一般稱為「場景」或「情景」，而在大陸地區也叫「沙盤」。
世上最早的鐵道模型是於1840年代出現的“地毯鐵路”。電動火車出現在20世紀初，但這些都是粗糙的模仿。今日的模型列車更為寫實。今天，模型玩家創建模型鐵路佈局，通常以重現歷史上真實的位置和時期之方式呈現。

## 比例和轨距
火车模型的常见比例是1:87，即是HO轨，轨距是16.5毫米。因为生产量大，价格相对比较便宜；只有日本及臺灣的铁路模型市场以N軌为主流，HO轨距模型占地一般要比N轨距更大。N轨比例为1:160（日本在来线列车比例为1/150，英国为1/148），轨距是9毫米。其他比例包括G轨、O轨、Z轨和T轨等。
“比例”和“轨距”两词给人的第一印象似乎并无不同，但事实上二者有着不同的含义。“比例”一词指的是火车模型体积与真实火车体积的比值（如1:87）；而轨距指的则是铁路轨道两条钢轨之间的距离。
火车模型的体积大小各异，大可至长度达700毫米的1:4比例可骑乘庭院铁道模型，小至火柴盒大小的Z轨（1:220）和T轨（1:450）火车模型。典型的HO轨火车模型高约50毫米，长度介于100至300毫米之间。最为常见的比例为：G轨、1轨、O轨、S轨、HO轨（在英国，则有与之相似的OO轨）、TT轨、N轨（美国为1:160比例，英国则为1:148比例）。其中，HO轨和OO轨最为普遍。较为常见的窄轨轨距则为Sn3、HOn3和Nn3，这些比例的火车模型其尺寸分别与S、HO和N比例火车模型相同，但轨距则更窄（真实窄轨铁路轨距为914毫米，而标准轨距则为1435毫米）。

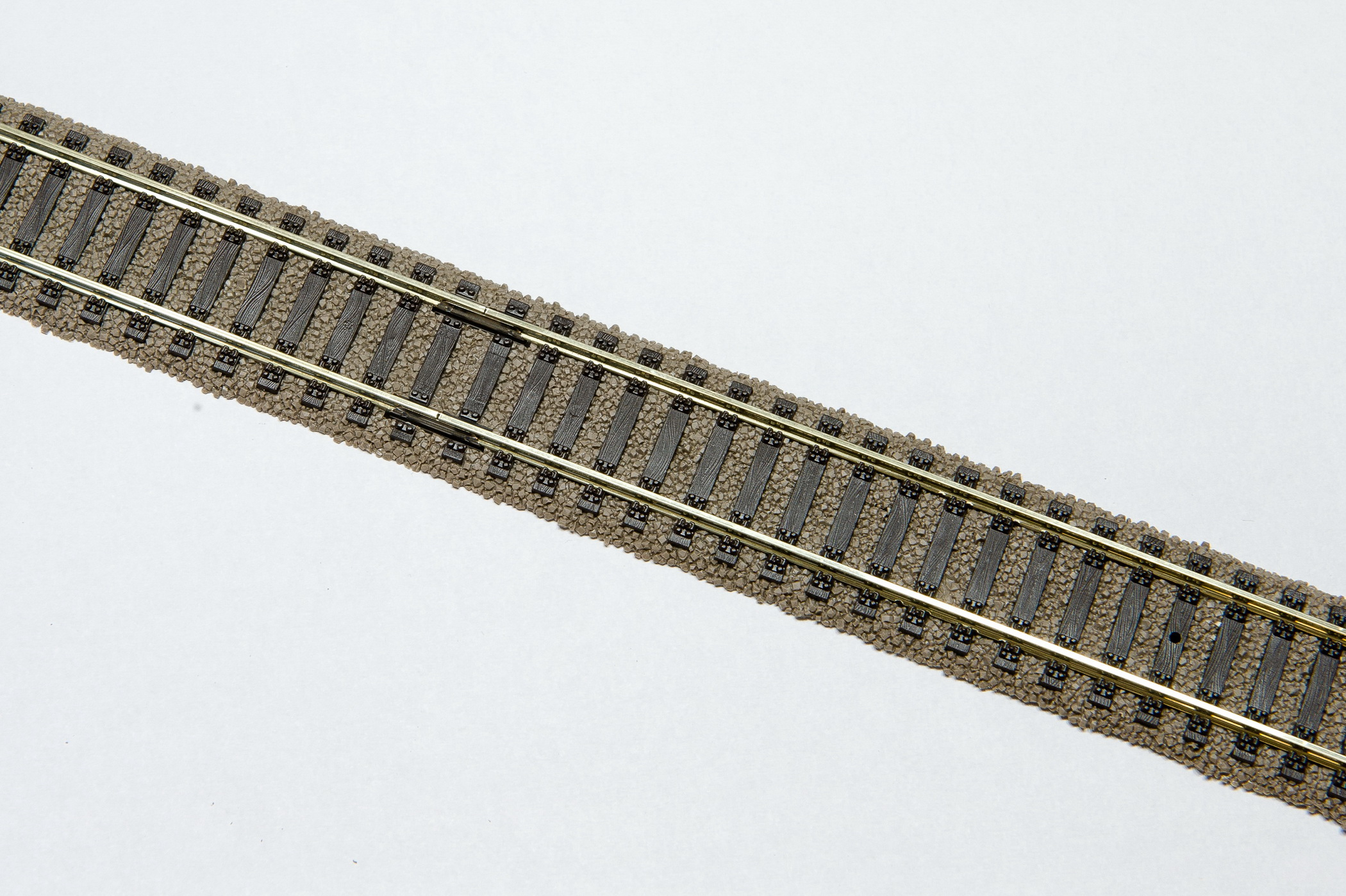
一枚HO轨距的铁路轨道

最大的常见比例为1:8，有时公园内也可见到1:4比例的游乐火车。G轨（“G”代表“庭院”，1:24比例）是最为常见的“庭院铁道”比例模型。G轨可较为方便地在庭院内布置，且易于和周围的景致融为一体。1轨和3轨也常用于庭院铁道。O比例、S比例、HO比例和N比例是最为常见的室内铁道模型。Lionel牌火车模型是O比例（1:48比例）中较为常见的品牌。S则代表1:64比例。

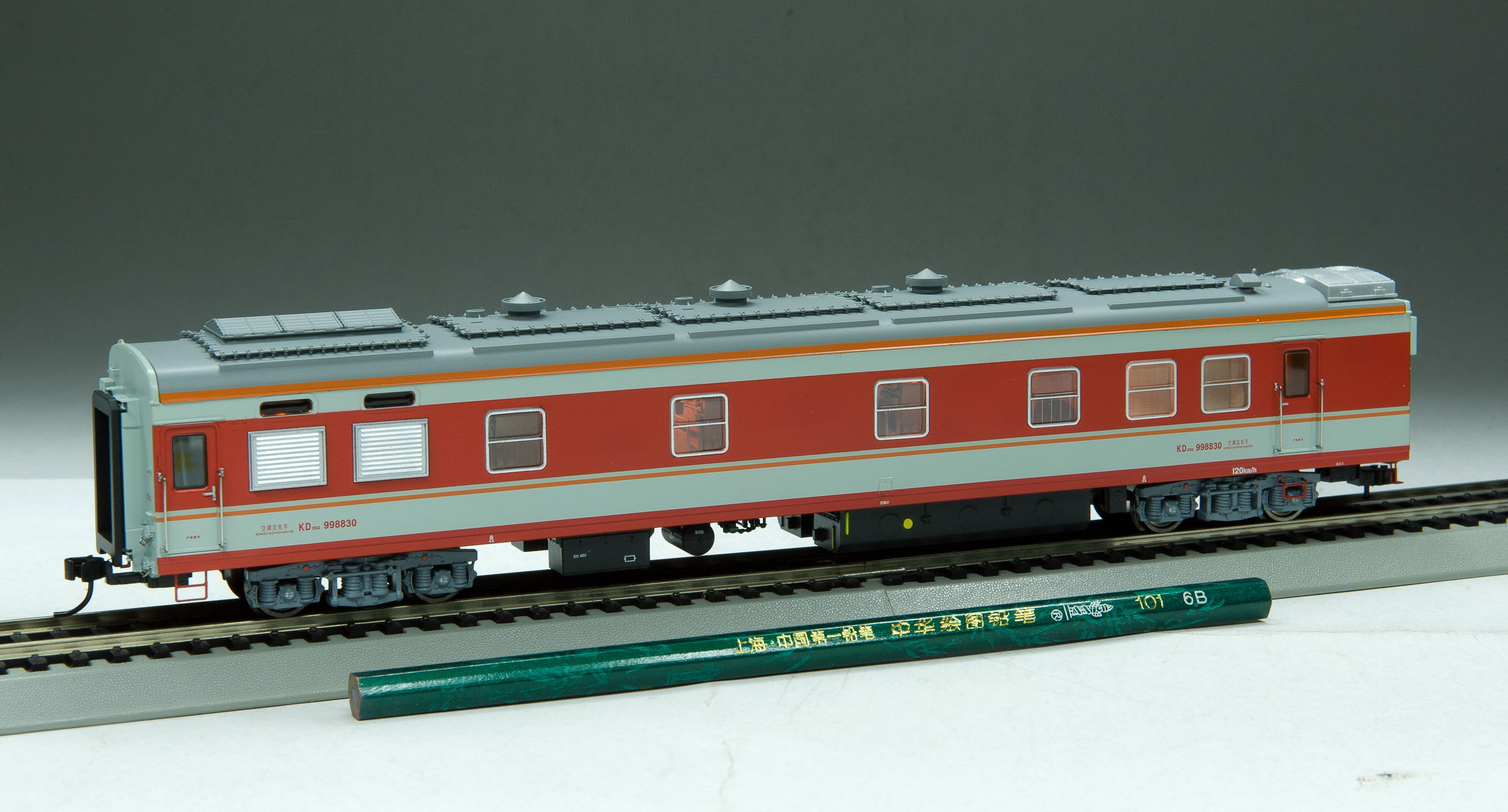
一辆HO轨的客车车厢模型和一支铅笔

早期的火车模型并无特定比例。在诸如国家铁道模型协会（NMRA）和欧洲铁道模型标准规格（NEM）等行业协会的帮助下，制造商和爱好者们很快采用了具有互通性的业界标准，如轨距；但火车模型本身仅仅是真实车辆的粗糙缩小品。虽然之后，官方轨距出台，但却并未得到人们的严格执行。举例而言，同样是O（零）轨距，在美国行驶的火车模型其比列为1:48，则模型轨道显得过宽；而在英国行驶火车模型的比例则为1:43.5，相同轨距下，更符合真实轮距比例。HO轨相较于英国的OO比例模型而言，轨距则显得窄。16.5毫米轨距（即HO轨距）对应于真实铁路的1435毫米标准规矩，其比例即为1:87；而1:76比例的火车模型，其对应的模型轨道轨距应为17.8毫米。由于英国机车和车厢要比世界上其他国家的小，因此在火车模型方面，要将比例放大才能使用HO轨距的模型铁道。绝大多数铁路模型的标准都存在法兰 (机械)过深，车轮过宽和铁路轨道过大的问题。
随着时间推移，模型爱好者们对模型的不准确性愈发不满，因此提出了新的标准；新标准中对所有模型的比例准确性提出了要求。但这些标准仅在模型爱好者们之间使用，并未应用到批量生产中。因为商业模型的不准确性和过大比例的特性，可保证火车模型的可靠运行，同时降低制造成本。精确比例标准包括英国的P4，及更为严格的S4，后者要求铁轨的各项尺寸要与真实铁轨完全一致。在1:76比例下，车轮宽度应为2毫米以内，而轨距则应为18.83毫米。护轨和翼轨的精确度与之相仿。

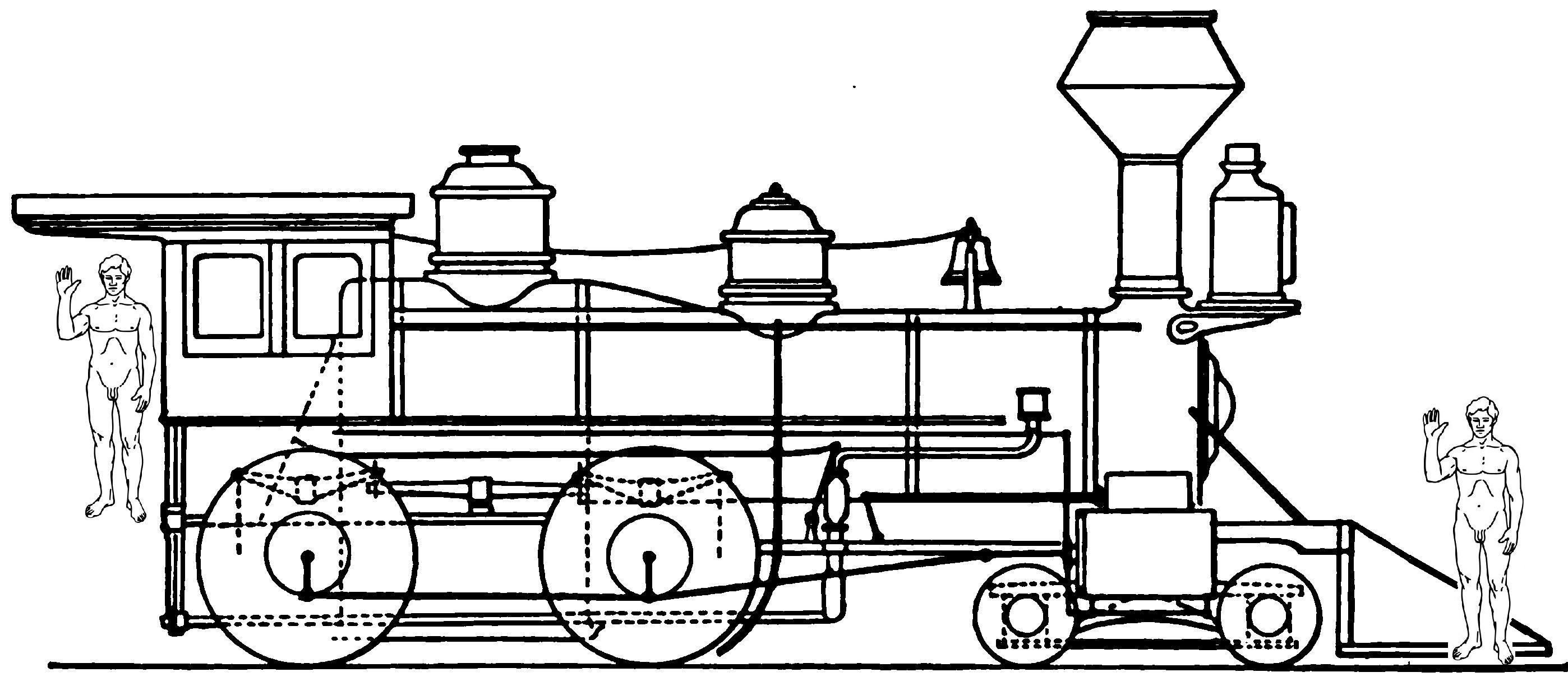
1:1
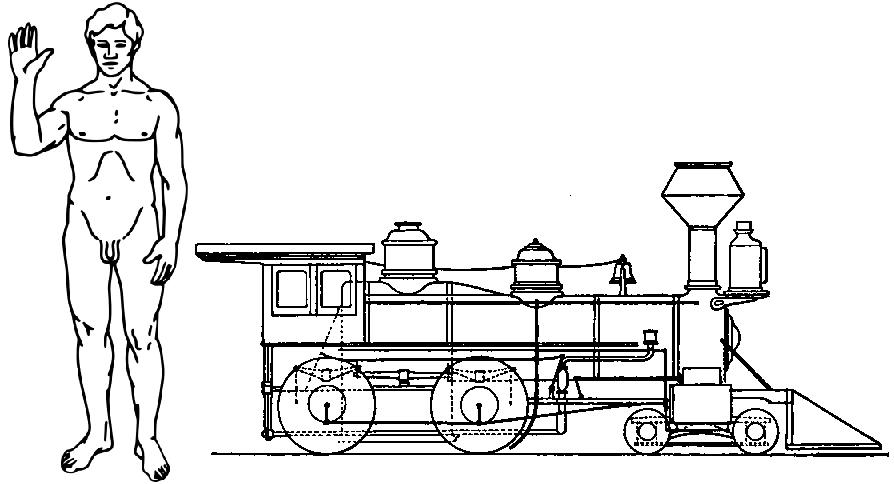
1:4 (Grand Scale)
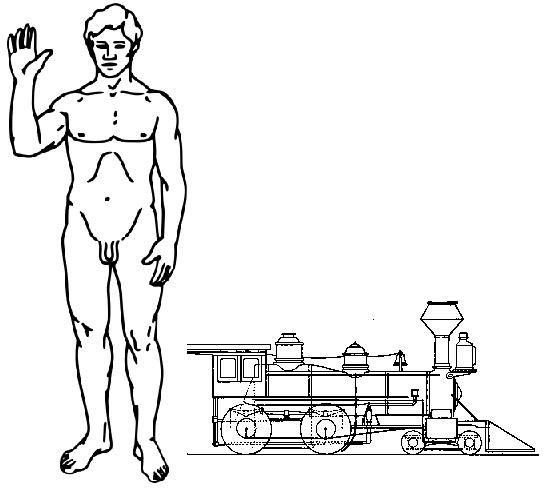
1:8 (Life Steam)
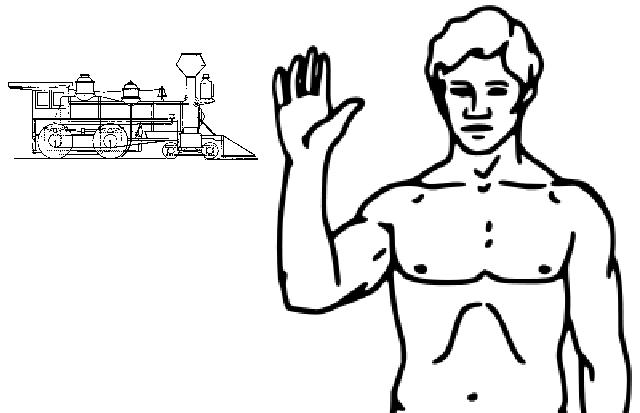
1:24(G)
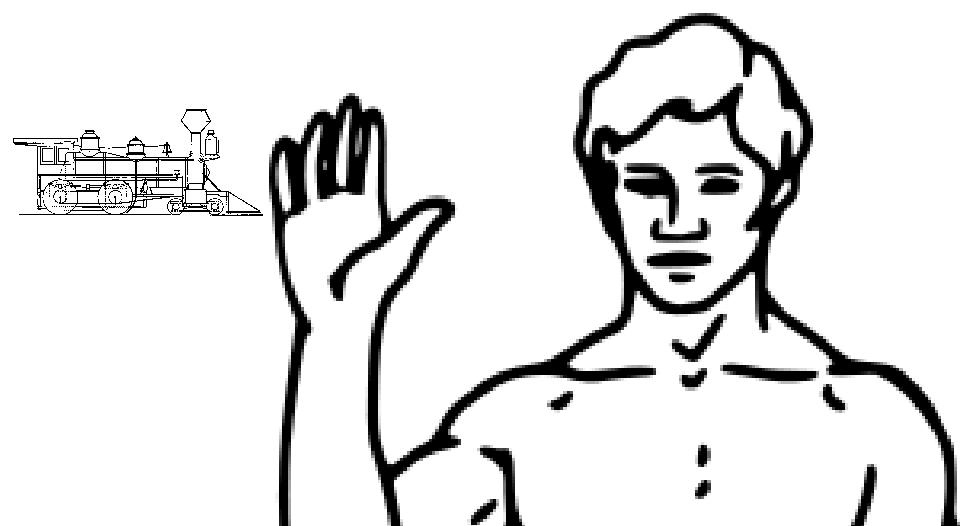
1:48(O)
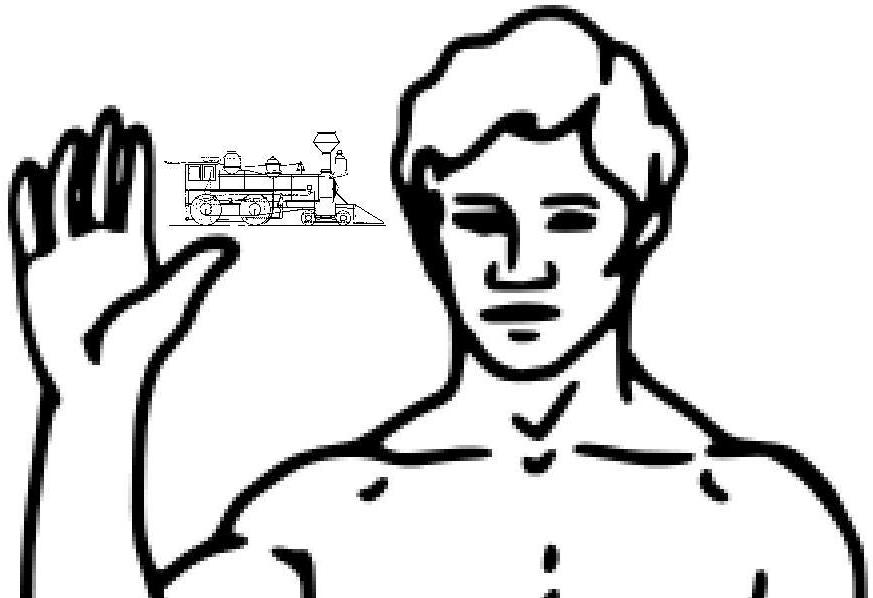
1:64(S)
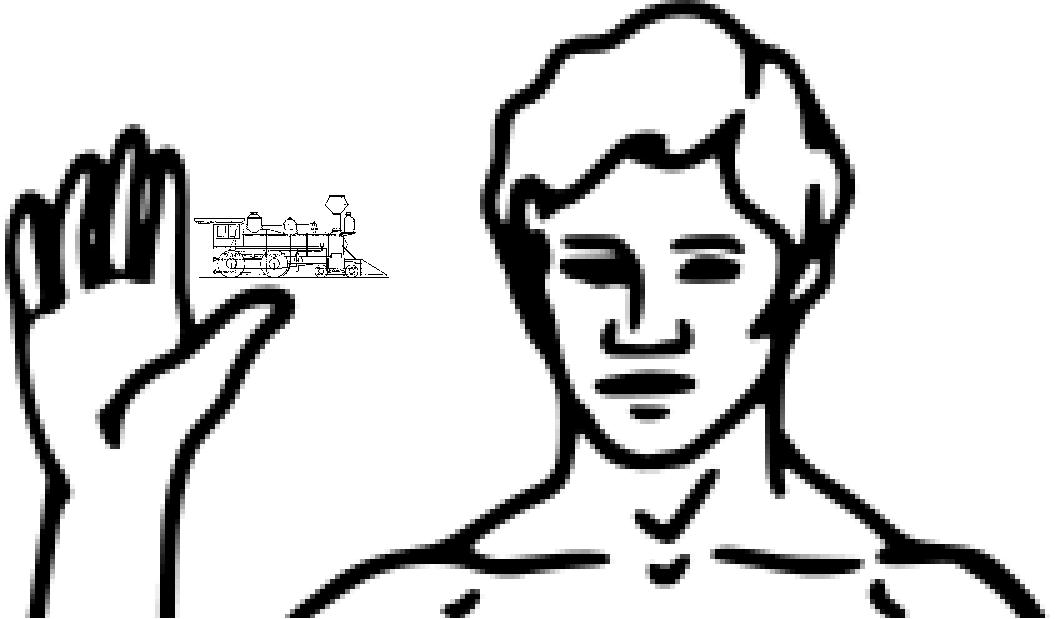
1:87(HO)
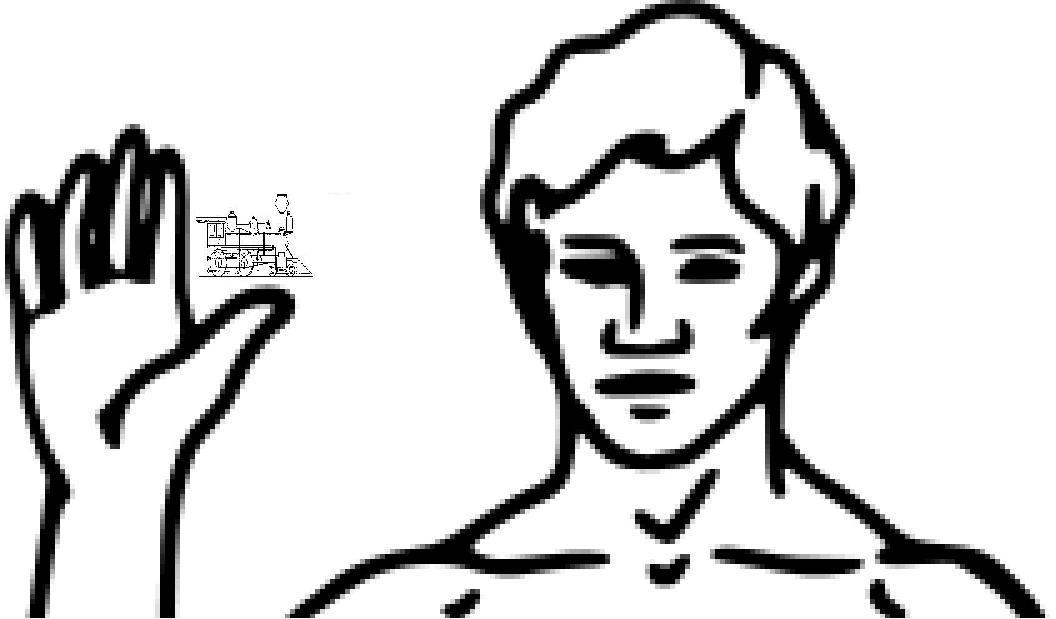
Brio scale
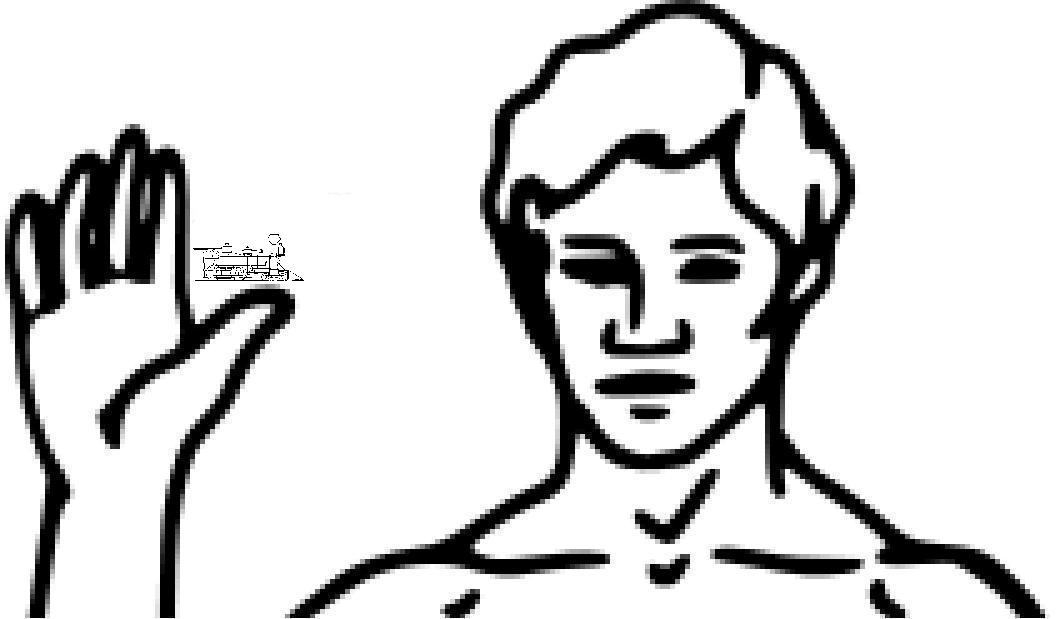
1:160(N)
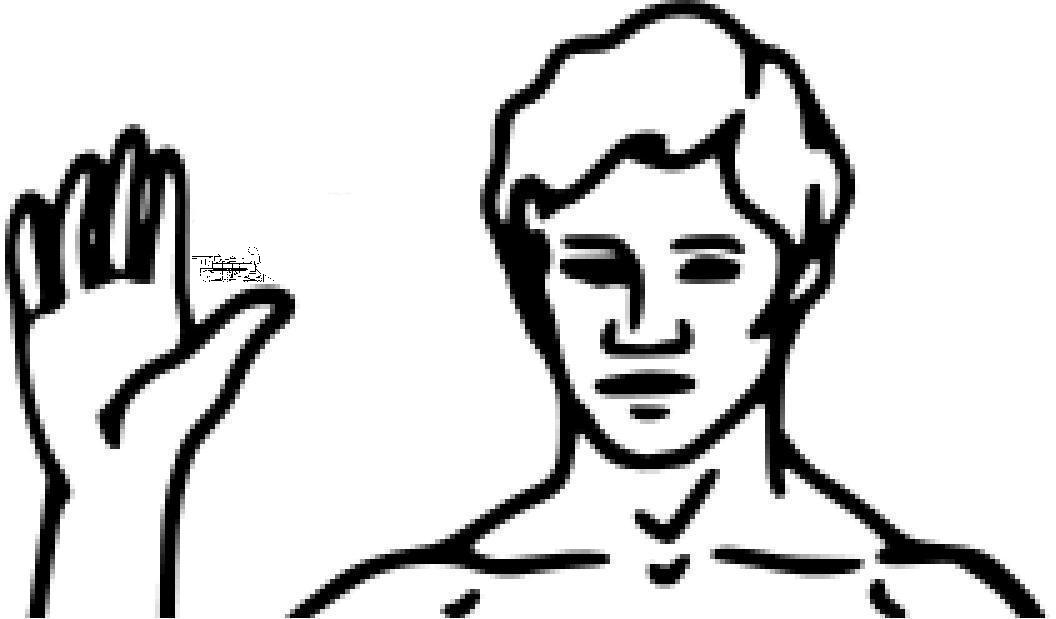
1:220(Z)
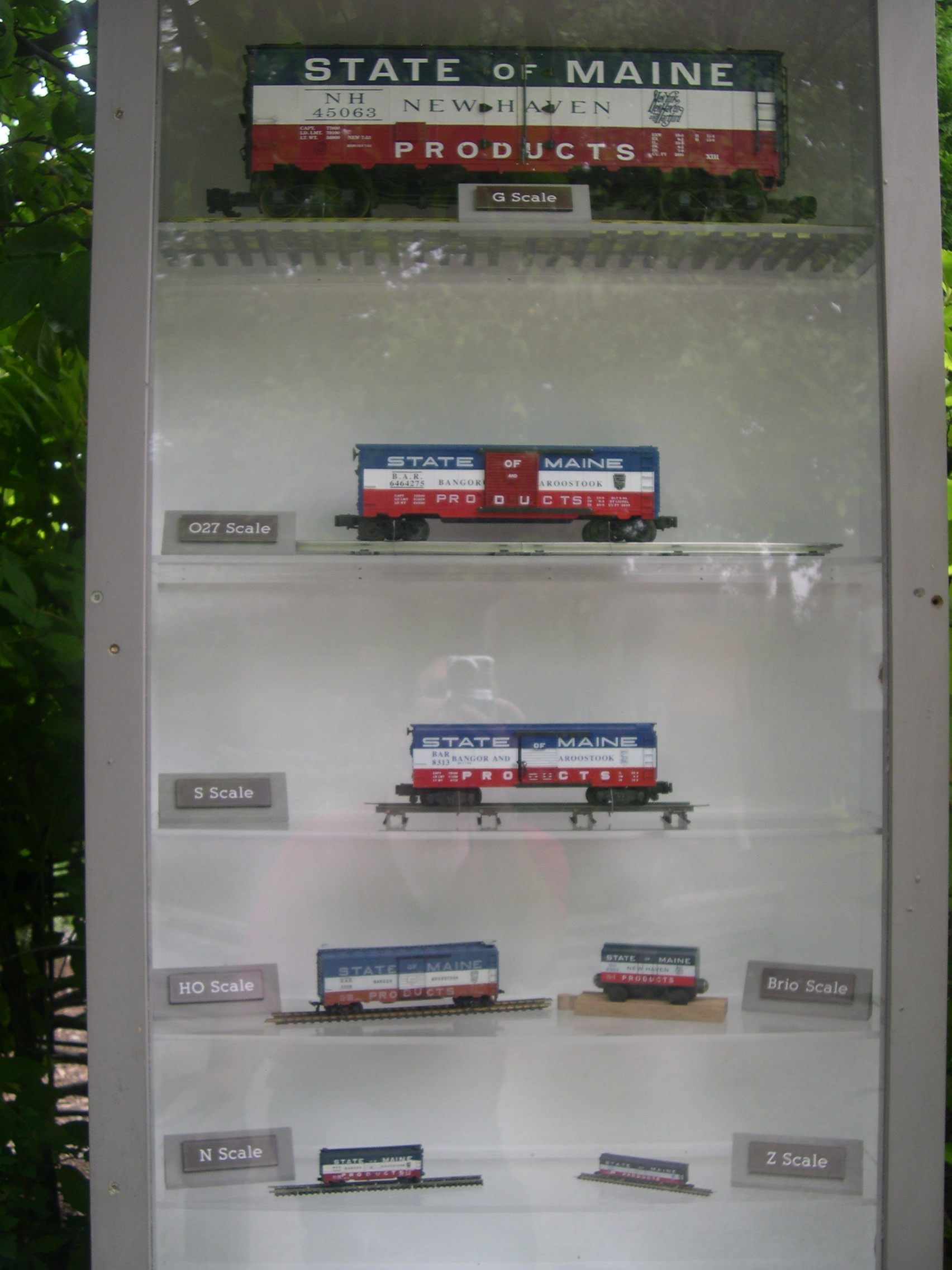
1:24(G), 1:48(O), 1:64(S),1:87(HO), Brio, 1:160(N), 1:220(Z)
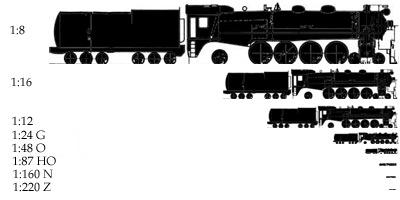
1:8, 1:16, 1:12, 1:24(G), 1:48(O), 1:87(HO),1:160(N), 1:220(Z)

## 比例、軌距對照表
在歐美用Scale（中譯：比例） 來表達鐵道模型比例，如 HO scale(HO比例)、N scale(N比例)，在日本大多用ゲージ（中譯：規），如 Nゲージ(N規)、HOゲージ(HO規)，或N-gauge（中譯：N軌距）。臺灣大部份鐵道模型迷和店家大都以N規、HO規來表達模型比例，以N軌、HO軌來稱呼N軌距、HO軌距，有部份人使用HO比例、N比例來表達模型比例。大陸地區則使用N型、HO型、HO比例、N比例。鐵道模型比例和軌距沒有絕對關係，相同縮小比例鐵道模型可使用不同軌距的軌道，或使用雙軌距(Dual Gauge Track)同時運轉，以真實世界軌道來說明，是為標準軌／窄軌的關係。
在日本，新幹線1435mm標準軌使用HO規(1:87)、N規(1:160)、T規(1:480)模型比例，軌道使用HO軌距(16.5mm) 、N軌距(9mm) 、T軌距(3mm)模型比例標準軌。為能讓在來線1,067mm都使用標準軌軌距，模型比例修改成HO規(1:80) 軌距由13.3mm放大到16.5mm、N規(1:150) 軌距由7mm放大到9mm、T規(1:450) 軌距由2.37mm放大到3mm。
世界常見的模型比例，比例由大至小排列如下：
| 編號 | 軌距                                 | 模型比例                             | 縮小比例                                                                | 說明                                                                                 |
| ---- | ------------------------------------ | ------------------------------------ | ----------------------------------------------------------------------- | ------------------------------------------------------------------------------------ |
| 1    | G軌距(45mm)                          | ½ inch (G)                           | 1:24                                                                    | 英國窄軌:914mm、窄軌:1,067mm                                                         |
| 2    | G軌距(45mm)                          | 1 Gauge (G)                          | 1:32                                                                    | 標準軌:1,435mm                                                                       |
| 3    | G軌距(45mm)                          | 2 Gauge (G)                          | 1:29                                                                    | 標準軌:1,435mm                                                                       |
| 4    | G軌距(45mm)                          | G                                    | 1:22.5                                                                  | 窄軌:1,000mm                                                                         |
| 5    | L軌距(38mm)                          | L(LEGO)                              | 1:38                                                                    | 標準軌:1,435mm                                                                       |
| 6    | S7軌距(33mm)                         | S7(1:43.5)                           | 1:43.5 （英國、法國）、1:45 （德國、日本、俄羅斯、捷克）、1:48 （美國） | 最精確的O比例標準                                                                    |
| 7    | O軌距(32 mm)                         | O                                    | 1:43.5 （英國、法國）、1:45 （德國、日本、俄羅斯、捷克）、1:48 （美國） | 標準軌:1,435mm                                                                       |
| 8    | Proto:48軌距(29.9mm)                 | Proto:48(1:48)                       | 1:43.5 （英國、法國）、1:45 （德國、日本、俄羅斯、捷克）、1:48 （美國） | 歐洲窄軌:1,000mm                                                                     |
| 9    | OJ軌距(24mm)                         | OJ(1:45)                             | 1:43.5 （英國、法國）、1:45 （德國、日本、俄羅斯、捷克）、1:48 （美國） | 臺灣、日本窄軌:1,067mm                                                               |
| 10   | S軌距(22.43 mm)                      | Om                                   | 1:43.5 （英國、法國）、1:45 （德國、日本、俄羅斯、捷克）、1:48 （美國） | 英國(UK)窄軌:1,067mm                                                                 |
| 11   | S軌距(22.43 mm)                      | On3½                                 | 1:43.5 （英國、法國）、1:45 （德國、日本、俄羅斯、捷克）、1:48 （美國） | 歐洲窄軌:850mm～1,250mm                                                              |
| 12   | S軌距(22.43 mm)                      | S(AF、P64)                           | 1:64                                                                    | 標準軌:1,435mm                                                                       |
| 13   | On3軌距(19mm)                        | On3(1:48)                            | 1:43.5 （英國、法國）、1:45 （德國、日本、俄羅斯、捷克）、1:48 （美國） | 美國(US)窄軌:914mm                                                                   |
| 14   | On3軌距(19mm)                        | Sn4                                  | 1:64                                                                    | 歐洲窄軌：750mm～772mm                                                               |
| 15   | P4軌距(18.83mm)                      | P4(Protofour)                        | 1:76.2                                                                  | 最精確的OO比例標準                                                                   |
| 16   | EM軌距(18.2mm)                       | EM                                   | 1:76.2                                                                  | 用來改善OO比例標準                                                                   |
| 17   | HO軌距(16.5mm)                       | Gn15                                 | 1:22.5                                                                  | 窄軌:381mm                                                                           |
| 18   | HO軌距(16.5mm)                       | Gn15                                 | 1:29                                                                    | 窄軌:381mm                                                                           |
| 19   | HO軌距(16.5mm)                       | HO                                   | 1:87                                                                    | 標準軌:1,435mm                                                                       |
| 20   | HO軌距(16.5mm)                       | O16.5(1:43.5)                        | 1:43.5 （英國、法國）、1:45 （德國、日本、俄羅斯、捷克）、1:48 （美國） | 英國(UK)窄軌:762mm、711mm、686mm、610mm                                              |
| 21   | HO軌距(16.5mm)                       | Oe(1:45)                             | 1:43.5 （英國、法國）、1:45 （德國、日本、俄羅斯、捷克）、1:48 （美國） | 歐洲(EU)窄軌:800mm、760mm、750mm                                                     |
| 22   | HO軌距(16.5mm)                       | On30、On 2½ (1:48)                   | 1:43.5 （英國、法國）、1:45 （德國、日本、俄羅斯、捷克）、1:48 （美國） | 美國(US)窄軌:914mm、762mm、610mm                                                     |
| 23   | HO軌距(16.5mm)                       | OO(00)                               | 1:76.2                                                                  | 標準軌:1,435mm                                                                       |
| 24   | HO軌距(16.5mm)                       | Proto:87                             | 1:87                                                                    | HO優化標準                                                                           |
| 25   | HO軌距(16.5mm)                       | Sn3.5(Sn42、Sn3½)、Sm（歐洲）        | 1:64                                                                    | 窄軌:1,067mm、歐洲窄軌:1,000mm                                                       |
| 26   | Sn3軌距(14.3 mm)                     | Sn3(P64n3)                           | 1:64                                                                    | 窄軌:914mm                                                                           |
| 27   | O14軌距(14 mm)                       | O14(1:45、1:43.5)                    | 1:43.5 （英國、法國）、1:45 （德國、日本、俄羅斯、捷克）、1:48 （美國） | 南非窄軌:610mm、英國(UK)窄軌:600mm                                                   |
| 28   | On2軌距(12.7mm)                      | On2(1:48)                            | 1:43.5 （英國、法國）、1:45 （德國、日本、俄羅斯、捷克）、1:48 （美國） | 美國(US)窄軌:610mm                                                                   |
| 29   | On2軌距(12.7mm)                      | Sn2.5(Sn30)                          | 1:64                                                                    | 歐洲窄軌:500mm～522mm                                                                |
| 30   | TT軌距(12 mm)                        | HOn3½(日本HOj)、HOm(H0m，歐洲)       | 1:87                                                                    | 臺灣、日本窄軌:1,067mm、歐洲窄軌(H0m):850mm～1,250 mm、雙軌距軌道:HO/H0m(HOm)        |
| 31   | TT軌距(12 mm)                        | Of、Oi(1:45、1:43.5)                 | 1:43.5 （英國、法國）、1:45 （德國、日本、俄羅斯、捷克）、1:48 （美國） | 歐洲窄軌:400mm～650mm                                                                |
| 32   | TT軌距(12 mm)                        | Sn2.5(Sn30)                          | 1:64                                                                    | 歐洲窄軌:471mm～483mm                                                                |
| 33   | TT軌距(12 mm)                        | TT                                   | 1:120                                                                   | 標準軌:1,435mm                                                                       |
| 34   | TT軌距(12mm)                         | OOn3(00n3)                           | 1:76.2                                                                  | 窄軌:914mm                                                                           |
| 35   | TT軌距(12 mm)、軌距(13.5mm、14.2 mm) | British TT、TT3                      | 1:101.6                                                                 | 標準軌:1,435mm                                                                       |
| 36   | HOn3軌距(10.5 mm)                    | Sn2                                  | 1:64                                                                    | 窄軌:610mm                                                                           |
| 37   | HOn3軌距(10.5 mm)                    | HOn3                                 | 1:87                                                                    | 美洲窄軌:914mm、雙軌距軌道:HO/HOn3                                                   |
| 38   | N軌距(9mm)                           | British N                            | 1:148                                                                   | 標準軌:1,435mm                                                                       |
| 39   | N軌距(9mm)                           | GNine                                | 1:22.5                                                                  | 窄軌:203mm                                                                           |
| 40   | N軌距(9mm)                           | GNine                                | 1:32                                                                    | 窄軌:311mm                                                                           |
| 41   | N軌距(9mm)                           | N                                    | 1:160                                                                   | 標準軌:1,435mm                                                                       |
| 42   | N軌距(9mm)                           | N                                    | 1:150                                                                   | 窄軌:1,067mm                                                                         |
| 43   | N軌距(9mm)                           | TT9                                  | 1:120、1:130（俄羅斯）、1:101.6（英國）                                 | 窄軌:914mm                                                                           |
| 44   | N軌距(9mm)                           | O9/On15(1:43.5)                      | 1:43.5 （英國、法國）、1:45 （德國、日本、俄羅斯、捷克）、1:48 （美國） | 歐洲窄軌:381mm                                                                       |
| 45   | N軌距(9mm)                           | OO9                                  | 1:76.2                                                                  | 英國(UK)窄軌:610mm、686mm、762mm                                                     |
| 46   | N軌距(9mm)                           | Op(1:45)                             | 1:43.5 （英國、法國）、1:45 （德國、日本、俄羅斯、捷克）、1:48 （美國） | 歐洲窄軌:400mm                                                                       |
| 47   | N軌距(9mm)                           | Sn2                                  | 1:64                                                                    | 窄軌:610mm                                                                           |
| 48   | N軌距(9mm)                           | TTn3(US)、TTn3.5(NZ120)、TT9(JP)     | 1:120                                                                   | 窄軌:914mm、1,000mm、1067mm                                                          |
| 49   | N軌距(9mm)                           | 歐洲HOe (美國HOn30、 美國HOn2½, HO9) | 1:87                                                                    | 歐洲窄軌:650mm～850 mm、600mm、783mm、750mm、760mm、762mm、800mm，美國(US)窄軌:610mm |
| 50   | HOn2軌距(7 mm)                       | HOn2                                 | 1:87                                                                    | 美國窄軌:610mm                                                                       |
| 51   | Z軌距(6.5mm)                         | HOf (Hoi、HOz)                       | 1:87                                                                    | 歐洲窄軌:400mm～650mm                                                                |
| 52   | Z軌距(6.5mm)                         | Nn3 (英國Nn6.5，日本Nn2½)            | 1:160                                                                   | 窄軌:1,000mm                                                                         |
| 53   | Z軌距(6.5mm)                         | Z(日本AKIA稱ZJ)                      | 1:220                                                                   | 標準軌:1,435mm                                                                       |
| 54   | ZZ軌距(4.8mm)                        | ZZ                                   | 1:300                                                                   | 標準軌:1,435mm                                                                       |
| 55   | Zm軌距(4.5mm)                        | Zm                                   | 1:220                                                                   | 窄軌:1,067mm、1,000mm、914mm                                                         |
| 56   | Zm軌距(4.5mm)                        | HOp                                  | 1:87                                                                    | 歐洲窄軌:300mm～400 mm                                                               |
| 57   | T軌距(3mm)                           | T                                    | 1:480                                                                   | 標準軌:1,435mm                                                                       |
| 58   | T軌距(3mm)                           | T                                    | 1:450                                                                   | 窄軌:1,067mm，軌距由2.37mm放大到3mm                                                  |
| 59   | TY軌距(?mm)                          | TY規(Tiniest trains)                 | 1:900                                                                   | Tiniest trains                                                                       |
| 60   | 軌距(?mm)                            | Teeny Train                          | 1:1,000                                                                 | IDL Motors                                                                           |

## 軌道(Track)分類
以馬達為動力的鐵道模型，使用能導電的2條或3條金屬軌道來運轉，金屬軌道以鐵軌(Rail/Track)、枕木(Railroad Tie/Railway Tie/Railway Sleeper)、道床(Track Bed/Road Bed)、道碴(Track Ballast/Ballast Bed)、軌道固定銷(Track Fixing Pins)、連接片(Rail Joiners)組成。2條平行的工字型鐵軌內側距離稱為軌距(Guage)。
鐵道模型金屬軌道代碼(Code)由 NMRA（National Model Railroad Association，國家鐵道模型協會）定義，代碼(Code)代表的是真實工字型鐵軌千分之一英寸的高度。Code 55代表軌道為0.055英寸高。製造商可以依實際比例選擇 Code，使它們更接近真實工字型鐵軌。
常見不同軌距的 code：
- O規code：125，100
- HO規code：100，83，70，55
- N規code：80，55，40
- Z規code：55，40
- TT規code：40，55，70，83

工字型鐵軌大都使用黃銅(Brass)、鍍鋅鋼(Zinc-coated Steel)、鋼(Steel)、白銅(Nickel Silver)、合金鋼(Alloy Steel)。
- 黃銅是紅銅及鋅的合金。銅的導電性很好，但它需要經常性的擦拭和清潔，銅的氧化物會讓軌道接觸不良。
- 鍍鋅鋼的鋅塗層磨掉後露出鋼(Steel)，鋼是一種由鐵與其他元素結合而成的合金，當中最普遍的是碳。其金屬材料會有生鏽的問題。
- 白銅，又稱為鎳銀合金(Nickel Silver)，是以鎳為主要元素的銅鎳鋅合金，具有銀色的外觀但不包含銀的元素，一般的成份是60％的銅、20％的鎳和20％的鋅。和前述材料相比並不是很好的導電體，但它的氧化物導電性良好，可靠度比前述材料好。

臺灣常見的軌道套件，有9mm軌距（N軌距）、16.5mm軌距（HO軌距），依外觀可區分成：
- 「不含道床的軌道」（臺灣稱裸軌），通常會搭配軟木塞道床(Cork Track Bed)成品或自製道床、道碴使用。常見的品牌有Atlas、Roco、Micro Engineering、Tillig、Walthers、Frateschi、Peco、Lima、Shinohara（筱原） Track、Hornby、Marklin、Railway Engineering、Trout Creek Engineering(BK Enterprises)、Micro Engineering、Fast Tracks。
- 「含道床的軌道」（Ballastbed，臺灣稱版軌）。常見的有Kato、Tomix、エンドウ(ENDO)、Bachmann（百萬城）、Roco、Lifelike、Fleishmann、Marklin、Atlas、Industrial Rail、Lionel、Trix、MTH Electric Trains、Micro Trains Line、 SoundTraxx。
- 「可自由彎曲的彈性軌」(Flexible Track)則可以搭配使用軌道模版(Tracksetta)來或其它輔助工具固定成形，枕木又有木頭枕木(Wooden Sleeper)，水泥枕(Concrete Sleepered)可選用。常見的品牌有Peco、Kato、Shinohara（筱原） Track。
- 「雙軌距(Dual Gauge Track)」軌道大都不含道床，常見的有Tillig、Micro Engineering、Shinohara（筱原）、Track Trout Creek Engineering(BK Enterprises) 、sunsetvalleyrailroad。

## 電動火車行駛原理
使用電力為動力能源，是使用路軌通電的方法，也可使用架空電纜通電的方法及第三軌。
目前一般市面上常見是使用市電的電源，電壓視乎不同地方而定，不符合就需要使用變壓器。而一般常見的是經由路軌通電的方式來帶行駛，主要的周邊配備有控制器 多功能控制器<DCC>，連接軌道的電線，路軌。而火車模型目前使用路軌通電的方法有分為直流電及交流電。

## 中国大陆火车模型
自九十年代中后期以后，原美国火车模型企业百万城开始制造中国铁路机车。首款产品是东风11型内燃机车，HO比例。迄今为止共出品了DF4B、DF4D、DF8B、DF11、DF11G、ND2、NJ2等中国内燃机车，SS8、SS9G和SS3等多款电力机车，前进、上游两款蒸汽机车。该厂最新的产品是ND5（美国通用电气制造的C36-7）型内燃机车和建设性蒸汽机车。同时也出品了一批车厢。货车车厢有早期的自卸车、G60、中型敞车、牲畜运输车（此四款车其实都不是真正的中国车辆，而是用美国货车为车体，喷饰中国铁路货车颜色和路徽的仿制品）、P64篷车、C64K敞车、S12守车、L18粮食车、G70罐车。客车有YZ25K（有一批错版，“硬座车”印成了“硬车座”）、SYZ25K、YZ22（共有三批，第一批比例失调，与真车差别很大，第二批是铝合金拉窗的老式型号，第三批是改造后的YZ22B型，没有窗户之间的两道加强筋，最近又出品了蓝白涂装的22型客车）、YW22、XL22、RW22、YZ25G、RW25T（两批，第一批是原装BSP型，第二批是国产的25T，另一种是青藏铁路用的绿色涂装25T）。其最新产品是YW25K、YW25G。即将出品的还有双机重联SS4电力机车。百万城的第一款铜车DF4DH也已出品，是由安徽一家厂家代工生产的。

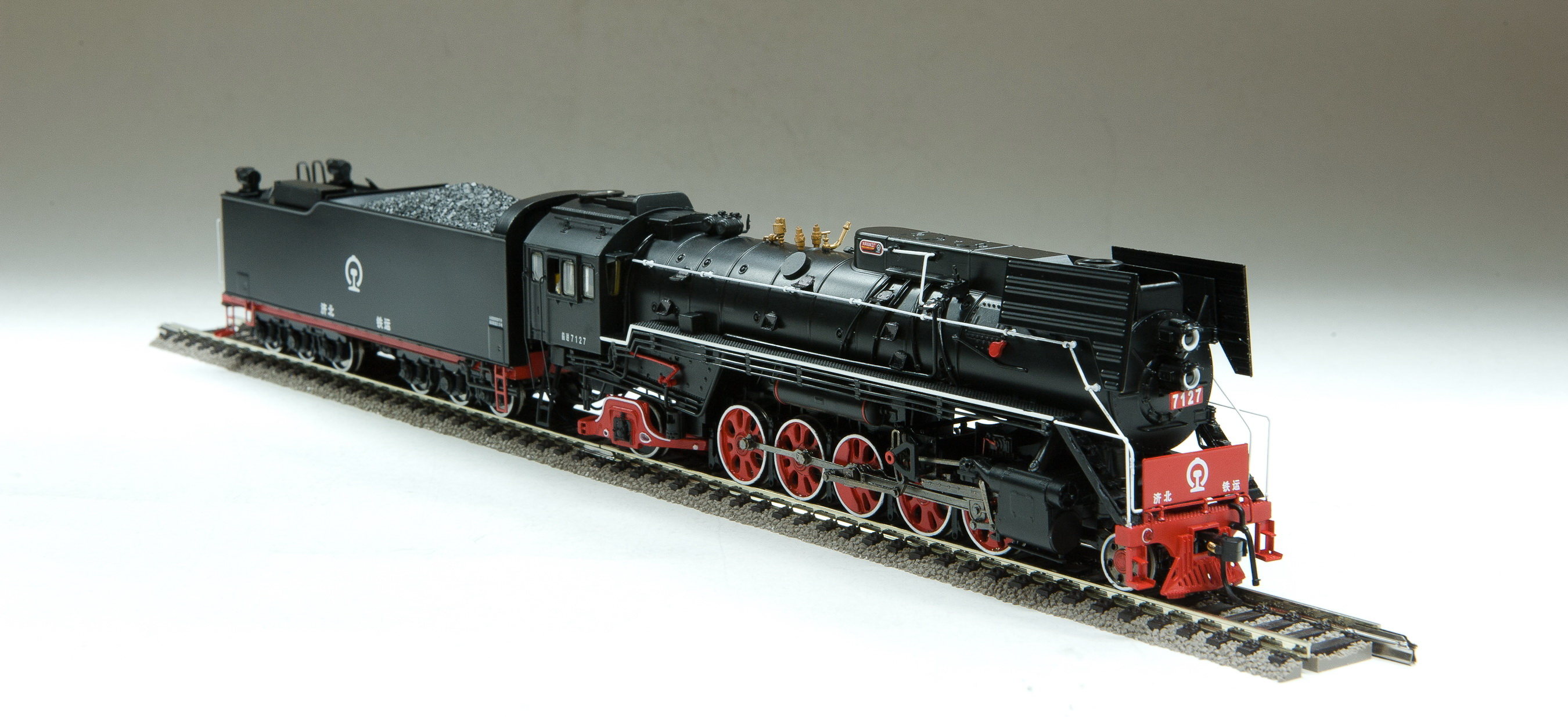
HO轨距前进型蒸汽机车

百万城出品的中国机车车辆系列产品行走性能较好，但是其保证行驶性而使用的大轮缘也市场受车迷诟病，且一直上涨的价格令很多模型爱好者所不满。百万城产品的细节真实度欠佳，缺乏考证，常有失误和瑕疵。不过近期的产品开始有所改善。百万城的另一个做法是使用旧模具，加以改进甚至不改进进行重新生产，DF4B、DF4D等都已经出过翻新版。

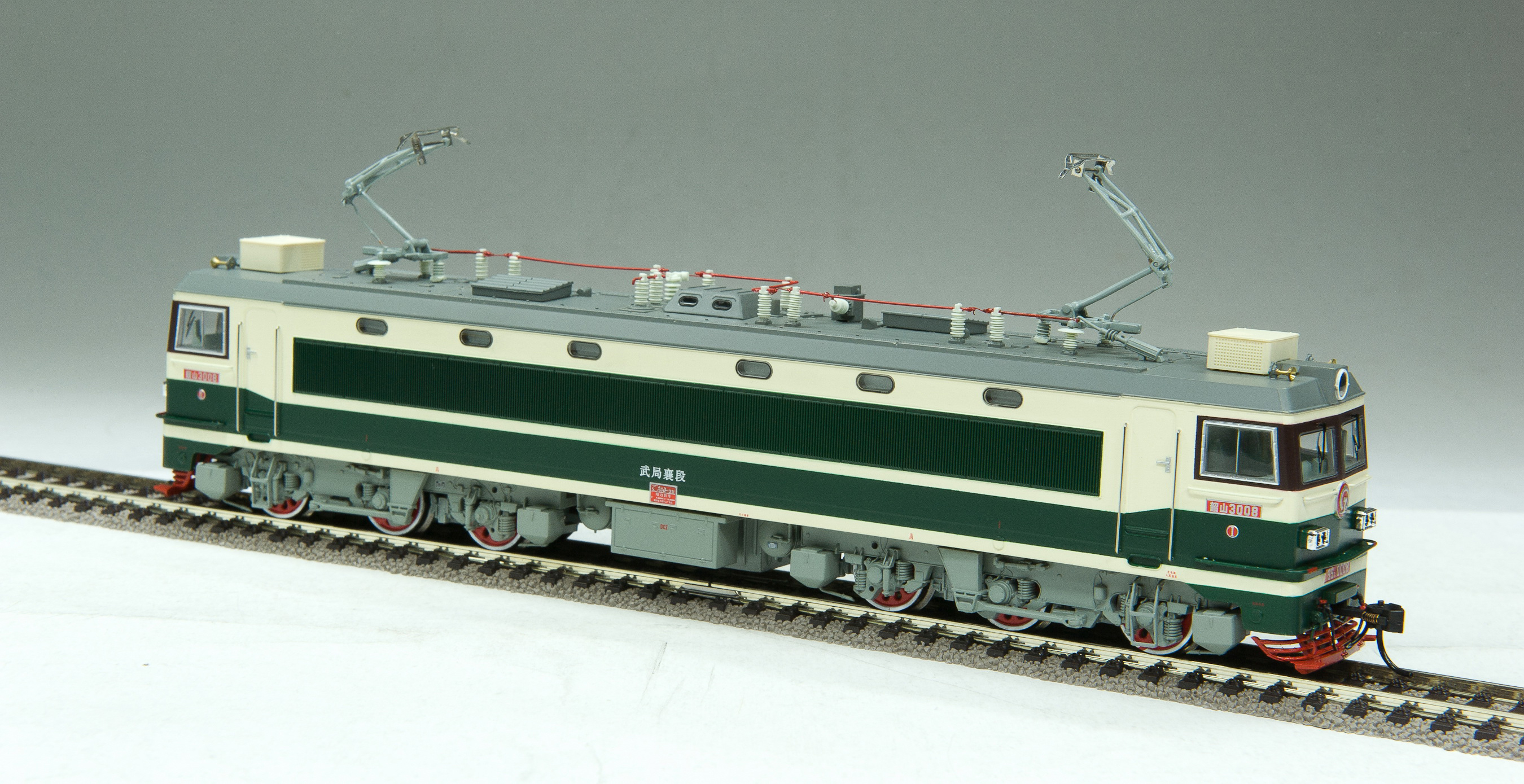
HO轨距韶山3型电力机车

在国内另一家制造中国机车车辆模型的企业是海达尔工艺品厂，厂址在江苏丹阳，经理本人在网上化名“张盛”，似乎也担任设计工作。海达尔总共只生产过3款产品。第一款是SS1型电力机车，第二款是DF3型内燃机车，第三款是铜制的C62敞车。现在海达尔正在制造铜质DF4B型机车，第一批产品已经出厂。海达尔一直采用打款预定的销售方式，在海子铁路网上发布生产计划与汇款方式。他们的产品注重细节，零件繁多，多使用金属蚀刻片，但整体感欠缺，行走性能欠佳。但由于性价比较百万城要高，受到一些爱好者的青睐。但近年来，海达尔的早期产品价格也开始上升。
还有一些厂家诸如泽艺和动力时代等，主要生产静态火车模型。日本厂家IMON曾经生产过铜质的前进型蒸汽机车和YW22型车厢，但价格极昂，中国国内很少见到。
此外，北京厂家英科（商标是梦工厂，该厂家的门店是当地重要的经销商）制造中国铁路模型使用的辅料如电杆、接触网等。
在中国，铁路爱好者虽人数很多，但火车模型进入中国大陆时间较晚，其受众群体非常小。火车模型在中国的售价较高，经常可以高达一个工薪族月薪的三分之一以至一倍以上，因此火车模型在中国仍然属于生活水平较高者的专有。不仅如此，国内的铁路模型经销网点非常至少，仅有北京、天津、沈阳、上海等发达城市有专门的实体店铺销售，多数人则利用网络购物来购买火车模型。中国国内有能力制作铁路沙盘和布景的人较少，多数人仍处于简单的拥有轨道和若干车辆的状态。近几年来，随着居民生活水平的提高，一些城市开始有了铁路模型运转会，供爱好者交流，爱好者的数目也成逐渐增多之势。
近年內，中國開始有廠家基於原有代工廠的技術開始自行生產N比例模型，例如長鳴、迷擬堂、Kunter等。現時主要生產近代機車如和諧3D形、8K形、韶山3形、韶山7形、韶山8形、東風11G形等，惟現時廠商過分集中於生產機車，並沒有生產與機車搭配的客車；此外，近年亦有生產高鐵及動車，如長鳴2025出版的復興號，2020年出版的CRH2A及CRH5A；Kunter亦曾推出CRH380A，但一直仍未推出增節B組，減低消費者購買意欲

## 中華民國臺灣鐵道模型社群
中華民國臺灣的鐵道模型玩家主要以N比例(9mm軌距)及HO比例(16.5mm軌距)兩種為主，少數餐廳會以G比例(45mm軌距)鐵道模型代替迴轉食盤的輸送帶，在某些地方有玩家設置常態運轉所，提供愛好者進行交流。
- 小火車聚樂部模型，成立時間未知，可能是最早有鐵道模型車友留言的討論區。

- XN鐵道模型俱樂部，2001/03/27由車友CKH在阿立圓山站 （页面存档备份，存于）留言版發起，提議參與的車友負責製作 90cmX60cm 的場景，待有運轉會時，車友在將各自的場景組合起來運轉。並於每年6月9日鐵路節與12月25日聖誕節前後舉辦運轉會。

- TTS，2001/06/22鐵道模型的車友 Lancelot 在小火車聚樂部網站發起，2001/07/01第一位TTS成員 lee 在Yahoo聯盟正成立「台南火車站」，初期因知名度不高，僅有少數車友參與討論。經由不斷的聚會及經營，參與討論的成員不斷的成長，來自各地的車友及各種討論主題不斷的出現，原本的舊名「台南火車站」不足以代表討論社群的特色，故保留英文縮寫 TTS，英文全名改成「Taiwan Trains Society」。

- CMRA，2009年臺灣成立了第一個以鐵道模型為主的協會，並向報請主管機關核准後成立，全名為中華民國鐵道模型研究發展協會（Chinese Model Railway Association，簡稱CMRA）[2]。繳費入會成員享有參與不定期辦理運轉會、各種不同主題的研討會等各種內部活動等權益[3]。

- 鐵道模型心得交流/買賣交易中心，由於Facebook興起，論壇式網站式微，Facebook上面的鐵道社群也開始成立，此社團2015年由蕭博文成立，目前為華文Facebook最大的鐵道模型社團，提供同好交流或買賣鐵道模型，由於該社團可以找到一般鐵道模型店找不到的小零件，也較容易用較低之價格購買到鐵道模型，遂成為最大之鐵道模型社群。

## 鐵道模型組織及制定規範
- 國家鐵道模型協會（NMRA，總部位於美國威斯康辛州密爾瓦基）
  - NMRA規範：NMRA制定的鐵道模型規範
  - DCC (Digital Command Control)：NMRA和MOROP制定的世界規範
- MOROP（總部位於瑞士伯恩州伯尔尼）
  - 歐洲鐵道模型標準規格（NEM）：MOROP制定的鐵道模型規範
- 日本鐵道模型聯合會（JMRA，總部位於日本東京）
- 日本鐵道模型會（JAM，總部位於日本東京）